# Müller-thurgau
Pour les articles homonymes, voir Müller.
Le müller-thurgau B est un cépage de cuve blanc, également très connu sous le nom de rivaner. Il est originaire de Suisse et de Franconie. Son raisin donne des vins simples et accessibles, à boire jeunes.

## Origine

### Historique
Le cépage müller-thurgau B est issu d'un semis, probablement de riesling B, réalisé en 1882. Il est l'œuvre du professeur de viticulture Hermann Müller à l'Institut de Recherche d'Œnologie originaire de Thurgovie. 
Il a longtemps été considéré comme un croisement des cépages riesling et sylvaner (d'où certains de ses autres noms, voir § Synonymie), mais des tests génétiques ont établi que c'est un croisement intraspécifique entre le riesling B et la madeleine Angevine N.
Il a été essayé dans toutes les régions d'Allemagne à partir de 1930 mais la surface cultivée ne devient vraiment importante qu'après la Seconde Guerre mondiale. À partir de 1970, il y a été le cépage le plus cultivé avant d'être détrôné par le riesling dans les années 1990.

### Aire géographique
En Allemagne, il occupait 24 787 hectares en 1997. Sa culture concerne essentiellement les Vins de Hesse-Rhénane (15 000 ha), Vins du Pays-de-Bade (Baden) sur 3 530 ha, Vins de Rhénanie-Palatinat sur 3 195 ha, Vins de Franconie (Franken) sur 2 260 ha, Vins de Moselle-Sarre-Ruwer sur 1 660 ha, Vins de la Nahe sur 713 ha et Vins de Saale-Unstrut sur 144 ha et les vins de Saxe.
Dans le reste de l'Europe, il concerne surtout la Hongrie (surface 8 000 ha), la Slovaquie (aire de 5 300 ha), la Suisse (où, avec 453 hectares, il est le deuxième cépage blanc le plus cultivé après le chasselas) et l'Autriche, (aire de 236 ha soit 7,8 % du vignoble). Il est aussi mentionné en Tchéquie, en Belgique (AOC Côtes de Sambre et Meuse , Hageland, Haspengouw 
et Heuvelland ), au Luxembourg, en Italie (principalement en Italie du Nord : vins du Trentin-Haut-Adige), en Slovénie, en France (vignoble d'Alsace uniquement pour une surface de 10 ha en 1994) et en Moldavie.
Sur les autres continents, il est cultivé en Nouvelle-Zélande (il représentait 1 217 ha soit 45 % du vignoble en 1997) mais est aujourd'hui minoritaire, aux États-Unis, au Japon et en Chine.

### Synonymie
En Suisse alémanique il est connu sous le nom de Riesling x Sylvaner. Il porte aussi les noms de Rivaner (Autriche, Luxembourg et Allemagne), Riesling-Sylvaner (Autriche, Suisse, Luxembourg), Müller, Müllerka, Müllerovo (Slovaquie), Müller Thurgeau (Chili), Rizvanac Bijeli, Rizvanec (Croatie, Slovénie).

## Caractères ampélographiques
- Bourgeonnement vert tendre légèrement cotonneux
- Feuilles adultes moyennes orbiculaires à 5 ou 7 lobes, sinus pétiolaire à fond souvent limité par la nervure près du point pétiolaire, des sinus latéraux profonds à fond en U, des dents rectilignes, un limbe tourmenté, un peu gaufré
- Grappes petites à moyennes, coniques souvent épaulées
- Baies petites à moyennes, vert jaunâtre avec une saveur muscatée.

## Aptitudes

### Culturales
Cépage vigoureux, il craint la sécheresse et la chlorose, raison pour laquelle on lui accorde les terrains profonds frais et peu fertiles. La durée courte de son cycle végétatif le rend très intéressant à cultiver en zone septentrionale. Son aoûtement imparfait lui fait craindre le gel au-dessous de −15 °C.

### Sensibilité aux maladies
Il craint le mildiou et la pourriture grise, rendant nécessaire un travail en vert pour réduire le feuillage au niveau des grappes. Il est également sensible à l'excoriose.

### Aptitudes œnologiques
En France, il est peu cultivé, donnant des vins aromatiques, riches en alcool, mais peu acides et manquant de finesse.
En Allemagne, l'équilibre acide alcool est meilleur, donnant des vins aromatiques, fleuris et muscatés. Ce sont des vins faciles à boire et à accorder avec une cuisine variée.
En Belgique, vin blanc de qualité, frais, fruité, élégant avec une légère pointe de muscat.
Servi à une température de 15 °C, ce vin frais et joyeux se boit jeune en apéritif ou avec un dessert. Il accompagne également les poissons, les viandes blanches et surtout les fromages doux.